# 卡尼扎
卡尼扎（羅馬化：Kanjiža，發音：[kǎɲiʒa]），是塞爾維亞伏伊伏丁那自治省北巴納特區的市镇。市镇面積为400平方公里，2022年人口数量为20,141人，其中八成居民是匈牙利人，作为行政中心的卡尼扎镇的人口数量则为8,067人。

## 外部連結
- 官方网站  （塞爾維亞語、匈牙利語和英語）